# سس ای وان استیک

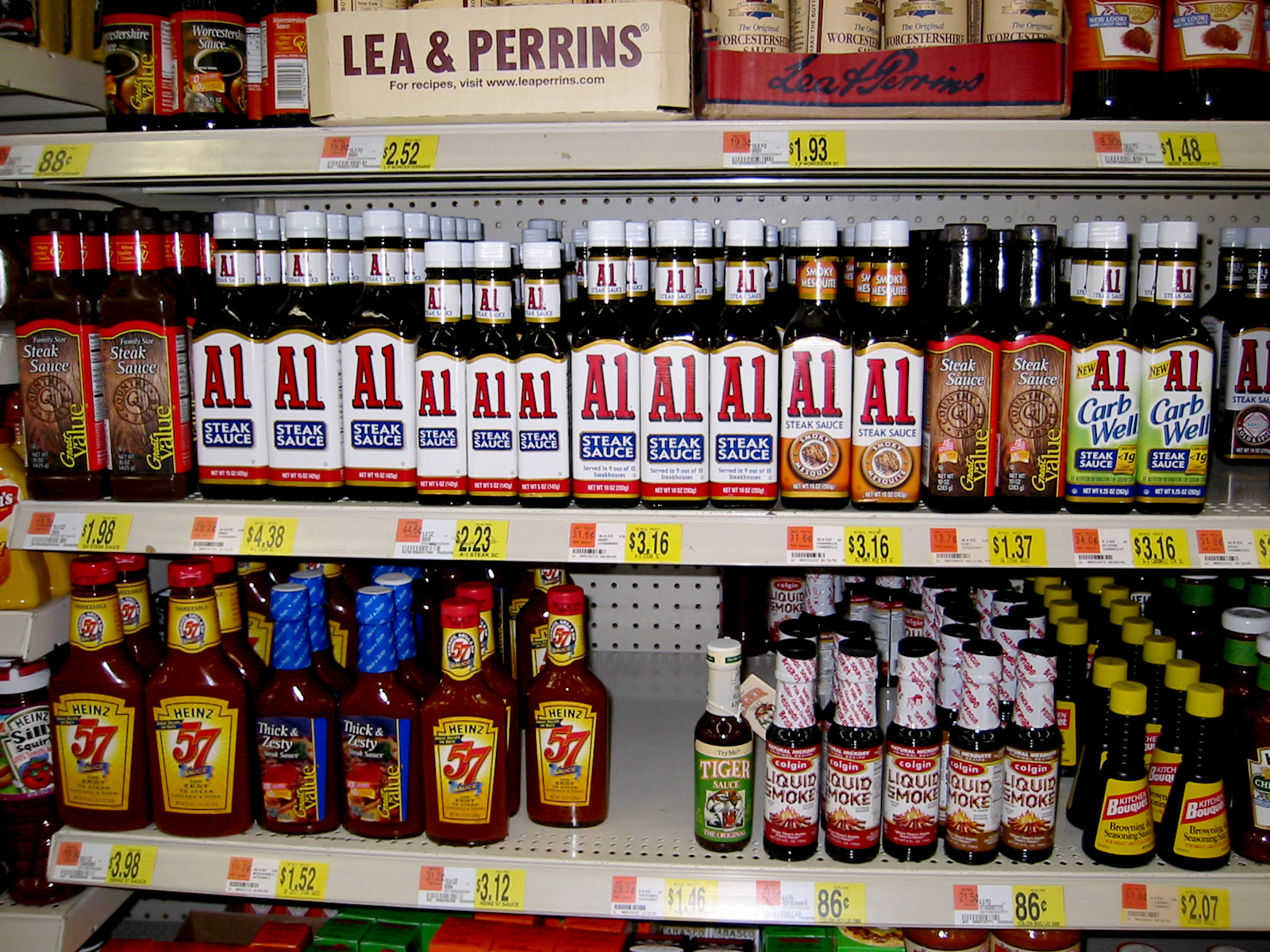
سس اِی وان استیک در فروشگاه‌های زنجیره‌ای وال مارت

سس اِی وان استیک، یک مارک مشهور سس در ایالات متحده آمریکا است که محتوای آن انواع مختلف ادویه، طعم دهنده‌ها و چاشنی‌های متنوع را تشکیل می‌دهد. برای نخستین بار این سس در سال ۱۸۲۴ ساخته شد. امروزه سس اِی وان استیک توسط شرکت کرفت ساخته می‌شود. این سس مخصوص تکه‌های گوشت، به خصوص استیک می‌باشد.